# Reprezentacja Chin w hokeju na lodzie kobiet
Reprezentacja Chińskiej Republiki Ludowej w hokeju na lodzie kobiet – jedna z czołowych drużyn świata w hokeju kobiecym. Obecnie znajduje się na ósmym miejscu w rankingu IIHF. Występowała dotychczas w jedenastu edycjach Mistrzostw Świata (nie wystartowała tylko w 1990 roku) oraz w dwóch dotychczas rozegranych turniejach olimpijskich. W 2009 roku po raz pierwszy w historii spadła do pierwszej dywizji.
Kobieca reprezentacja Chińskiej Republiki Ludowej w hokeju na lodzie dotychczas nie zdobyła medalu mistrzostw świata ani igrzysk olimpijskich. Najwyższym miejscem, jakie zajęły zawodniczki z tego kraju, były czwarte miejsca podczas mistrzostw świata w 1994 i 1997 roku oraz czwarte miejsce podczas pierwszego turnieju olimpijskiego w Nagano. Zespół jest kontrolowany przez Chiński Związek Hokeja na lodzie. W Chińskiej Republice Ludowej zarejestrowanych jest 179 zawodniczek.

## Mistrzostwa Świata
- 1990 – nie wystartowały
- 1992 – 5. miejsce
- 1994 – 4. miejsce
- 1997 – 4. miejsce
- 1999 – 5. miejsce
- 2000 – 6. miejsce
- 2001 – 6. miejsce
- 2003 – mistrzostwa nie odbyły się
- 2004 – 7. miejsce
- 2005 – 6. miejsce
- 2007 – 6. miejsce
- 2008 – 8. miejsce
- 2009 – 9. miejsce

## Igrzyska Olimpijskie
- 1998 – 4. miejsce
- 2002 – 7. miejsce
- 2006 – nie zakwalifikowały się

### Zimowe igrzyska azjatyckie
- 1996: Złoty medal
- 1999: Złoty medal
- 2003: Brązowy medal
- 2007: Brązowy medal
- 2011: Brązowy medal